# Timeline
Timeline är en amerikansk science fiction-äventyrsfilm från 2003 i regi av Richard Donner. Filmen är baserad på Michael Crichtons roman Passagen  (original: Timeline). Ett team arkeologer skickas tillbaka i tiden för att föra en professor tillbaka till framtiden från medeltidens Frankrike, som befinner sig i krig. I huvudrollerna ses bland andra Paul Walker, Frances O'Connor, Gerard Butler, Billy Connolly, David Thewlis och Anna Friel.

## Handling
En man dyker upp utan förvarning på en väg i USA och faller ihop. Han förs till sjukhus och läkarna upptäcker att ådror och ben på något mystiskt sätt har tagits isär och satts ihop igen, fast lite snett, vilket gör att han snart dör. En man vid namn Gordon från organisationen ITC kommer och hämtar liket samt en medaljong han hade på sig.
En grupp arkeologistudenter i Frankrike upptäcker några oförklarliga artefakter nära en 1300-talsfästning, nämligen ett par nutida glasögon och ett brev från en av studenternas pappa, som är arkeologiprofessor. De spårar professor Edward Johnston till organisationen ITC, som berättar att de i ett försök att skapa en teleporteringsmaskin istället hittat ett maskhål som leder till en specifik plats och tid, nämligen den franska fästningen LaRoque nära byn Castelgard i Dordogne år 1357. ITC säger att professor Johnston nu befinner sig där och att de behöver studenternas hjälp att föra tillbaka honom.
När arkelogistudenterna skickas till 1300-talets Frankrike med några marinsoldater hamnar de i hundraårskriget. Snart fångas de av engelska soldater, som dödar flera av dem. De lyckas fly tillsammans med den unga franska kvinnan Claire, som visar sig vara Lady Claire. Enligt historien blev hon kidnappad av de engelska soldaterna och hennes martyrskap ledde till att hennes bror Arnold de Cervole och hans franska soldater blev extra motiverade till att anfalla fästningen och därmed vinna hundraårskriget mellan fransmän och engelsmän. Samtidigt förstör en olycka maskinen som är kopplad till maskhålet och det blir en kamp mot tiden för att hinna laga maskinen innan de sex timmar passerat då deras spårningsmedaljonger slutar att fungera.

## Rollista i urval
- Paul Walker - Chris Johnston
- Frances O'Connor - Kate Ericson
- Gerard Butler - André Marek
- Billy Connolly - professor Edward A. Johnston
- David Thewlis - Robert Doniger
- Anna Friel - Lady Claire
- Neal McDonough - Frank Gordon
- Matt Craven - Steven Kramer
- Ethan Embry - Josh Stern
- Michael Sheen - Lord Oliver de Vannes
- Lambert Wilson - Lord Arnaud de Cervole
- Marton Csokas - Sir William De Kere/William Decker
- Rossif Sutherland - François Dontelle
- Patrick Sabongui - Jimmy Gomez
- Steve Kahan - Baker